# Friedrich Linz
Friedrich Linz (* 29. Januar 1860 in Hohenlimburg; † 16. September 1937 in Wuppertal) war ein nationalistischer deutscher Politiker (Deutsche Reichspartei, DNVP).

## Leben
Linz besuchte von 1866 bis 1869 die Volksschule in Hohenlimburg, bis 1875 die Rektoratschule daselbst, 1876–77 die Präparandenanstalt in Elberfeld und von  1877 bis 1880 das Seminar in Mettmann. Von 1880 bis 1883 war er Volksschullehrer in Kapellen, bis 1886 Volksschullehrer in Elberfeld, bis 1898 Mittelschullehrer in Elberfeld und bis 1907 Oberlehrer an der höheren Mädchenschule in Mittelbarmen. 1898 war er Stadtverordneter in Elberfeld und Vorsitzender der freien evangelischen Volksvereinigung in Barmen. Seiner Militärpflicht hat er 1881 in Wesel genügt.
Von 1907 bis 1912 war er Mitglied des Deutschen Reichstags für den Wahlkreis Regierungsbezirk Düsseldorf 2 Elberfeld, Barmen und die Deutsche Reichspartei.
Nach dem Ersten Weltkrieg trat Linz in die Deutschnationale Volkspartei (DNVP) ein, für die er von 1919 bis 1920 der Verfassunggebenden Preußischen Landesversammlung angehörte.